# 페리 앤더슨
페리 앤더슨(Perry Anderson, 1938년 9월 11일 ~ )은 영국 출신의 역사학자이자 마르크스주의자이다. 캘리포니아 대학교 교수이며, 서구 마르크스주의를 대표하는 사상가로 알려져 있다.

## 생애
영국 런던에서 태어났고, 유소년기를 중국에서 보냈다. 옥스퍼드 대학교를 졸업하였으며, 1956년 헝가리 봉기에 충격을 받아 소비에트 연방의 사회주의와는 다른 사회주의 사상을 탐구하였다. 잡지 《뉴 레프트 리뷰》의 창간에 관여했고, 오랜 세월에 걸쳐 편집을 맡았다.
형은 동남아시아 연구 및 민족주의 연구로 저명한 베너딕트 앤더슨(코넬 대학교 교수)이다.

## 저서
- 《Passages from Antiquity to Feudalism, 고대에서 봉건제로의 이행》, 1974 (유재건 한정숙 공역, 창작과 비평사, 1990)
- 《Lineages of the Absolutist State, 절대주의 국가의 계보》, 1974 (김현일 외 옮김, 베틀, 1990)
- 《Considerations on Western Marxism, 서구 마르크스주의 읽기》, 1976 (장준오 옮김, 이론과 실천, 1987 || 이현 옮김, 이매진, 2003)
- 《Arguments within English Marxism, 영국 마르크스주의 내의 논쟁》, Verso, 1980
- 《In the Tracks of Historical Materialism, 역사유물론의 궤적》, Verso, 1983 (김필호, 배익준 공역, 새길, 1994)
- 《A Zone of Engagement》, Verso, 1992
- 《English Questions》, Verso, 1992
- 《The Origins of Postmodernity》, Verso, 1998